# ثقافة المكسيك

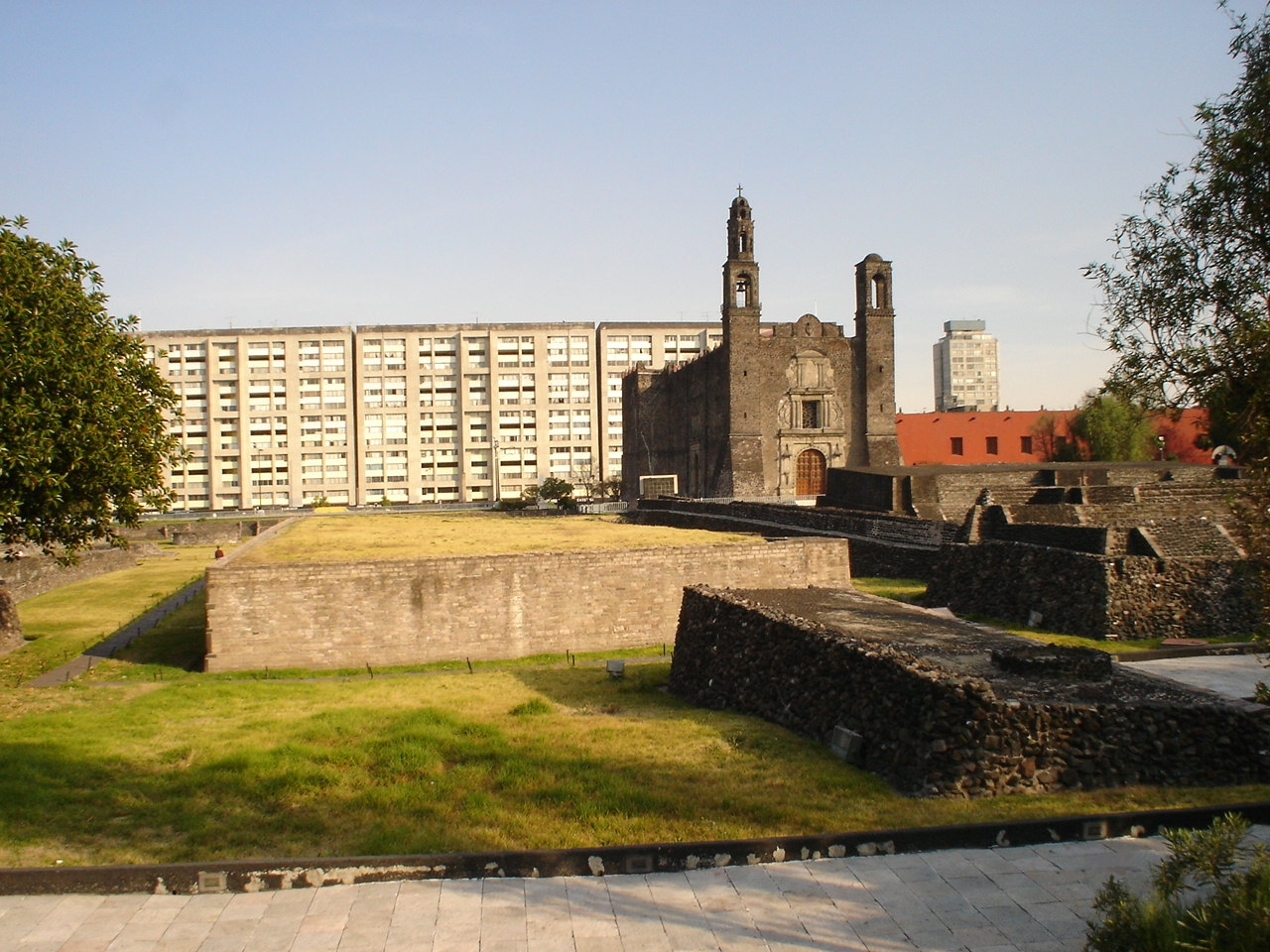
بلازا دو لا تري كولتراس («ميدان الثقافات الثلاث»)

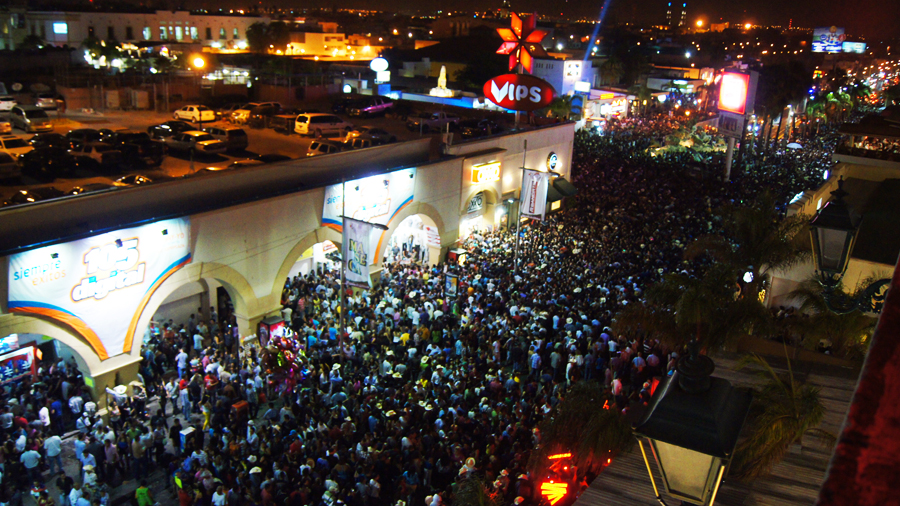
معرض سان ماركوس

تعكس ثقافة المكسيك التاريخ المعقد للبلاد وهو نتاج للتمازج التدريجي لثقافة السكان الأصليين (خصوصاً في وسط أمريكا) مع الثقافة الإسبانية والثقافات الأخرى للمهاجرين، وقد تطورت الثقافة بشكل سريع خلال القرنين التاسع عشر والعشرون في نواح كثيرة، بينما أصبحت الحياة المعاصرة في مدنها مماثلة لتلك التي في الولايات المتحدة المجاورة وأوروبا، في حين أن معظم القرويين المكسيكيين متابعون لممارسة حياتهم حسب الطرق القديمة أكثر من سكان المدينة.
وتشمل مدن المكسيك الكبرى مكسيكو سيتي، غوادالاخارا ومونتيري، وولاية بويبلا، وتلاكسكالا، في حين تشمل المناطق الريفية المناطق الصغيرة في جميع أنحاء ولاية تشياباس وولاية واهاكا وغيريرو، سونورا، سينالوا، تاماوليباس، يوكاتان، ميتشواكان، وغيرها الكثير.

## الدين
أدّى وصول الأسبان والاستعمار إلى جلب الرومانية الكاثوليكية إلى البلاد، والتي أصبحت الديانة الرئيسية في المكسيك. رغم ذلك، تعد المكسيك دولة علمانية، ودستور 1917 وفرض قوانين مكافحة الكتابية القيود المفروضة على الكنيسة ومقننة في بعض الأحيان تدخل الدولة في شؤون الكنيسة. الحكومة لا تقدم أي مساهمات مالية إلى الكنيسة، ولا تشارك الكنيسة في التعليم العام.
وأفاد تعداد عام 2010، من خلال النسبة الذاتي، أن 94.5% من السكان هم من المسيحيين. الرومان الكاثوليك يشكلون 89%  من مجموع السكان، 47% في المئة منهم حضور أسبوعيا خدمات الكنيسة.

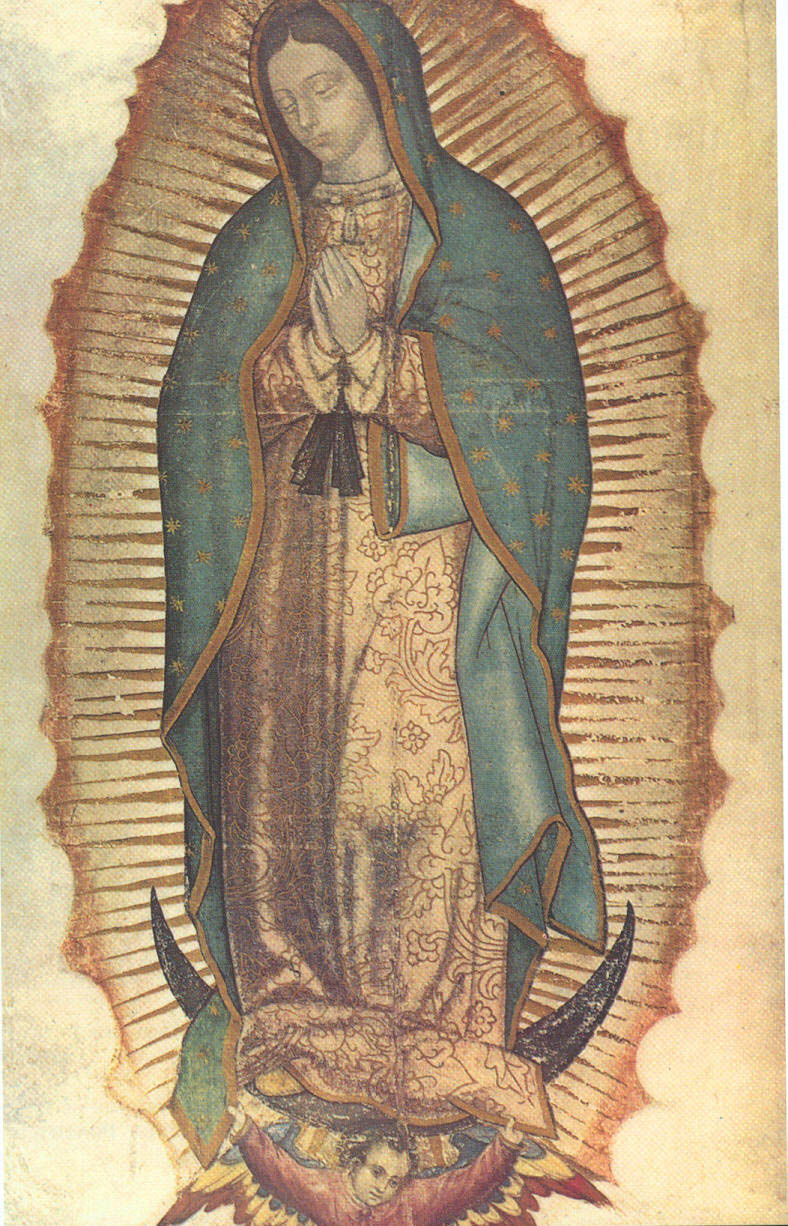
السيدة غوادالوبي, patron saint of Mexico.

## العلوم والتكنولوجيا

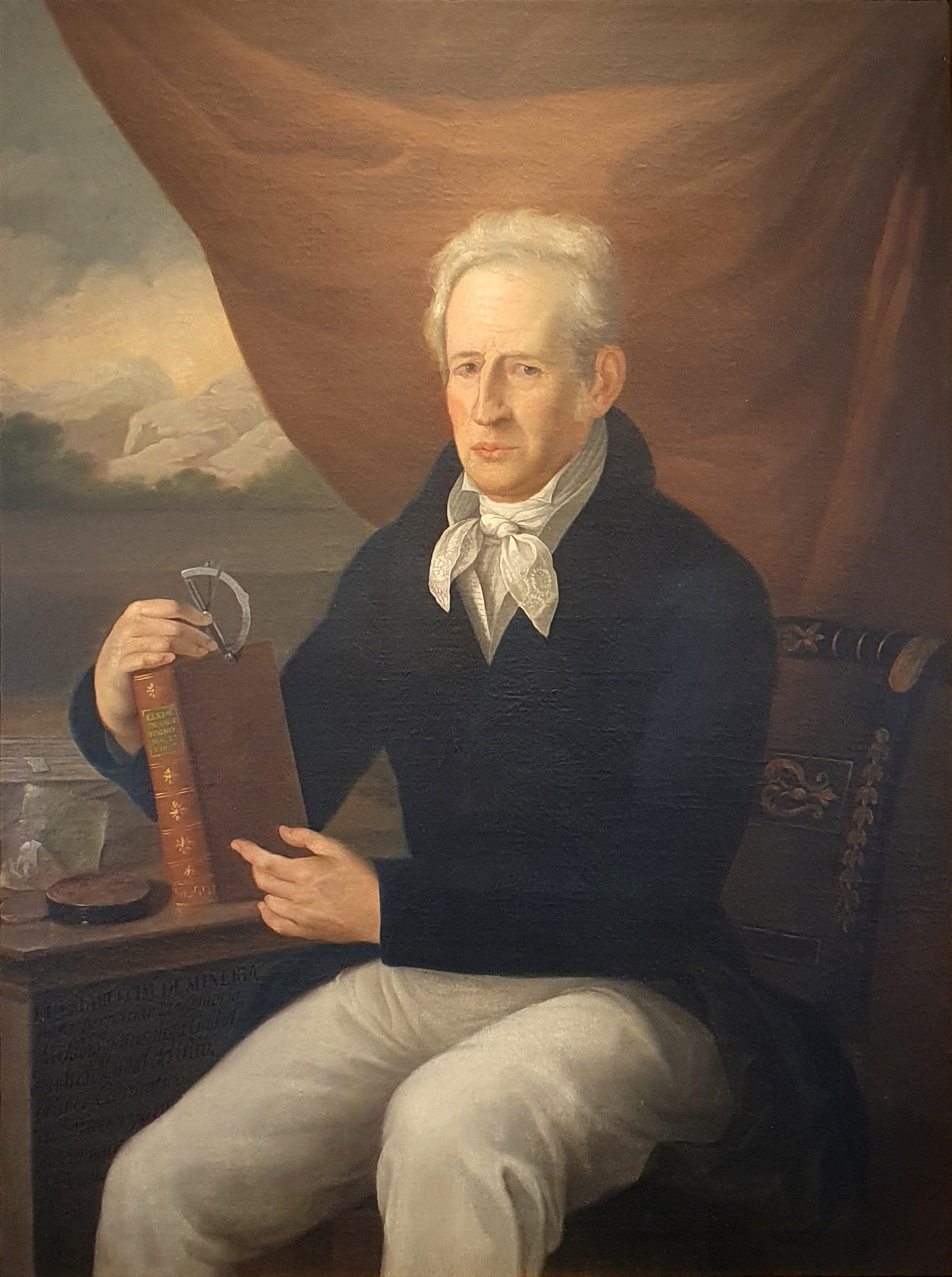
أندريس مانويل ديل ريو مكتشف عنصر الفاناديوم.

تأسست الجامعة الوطنية المستقلة في المكسيك رسميًا في عام 1910، وأصبحت واحدة من أهم مؤسسات التعليم العالي في المكسيك. تُخرّج الجامعة تعليماً مرموقاً في مجالات العلوم والطب والهندسة. العديد من المعاهد العلمية ومعاهد التعليم العالي الجديدة، مثل معهد البوليتكنيك الوطني (الذي تأسس عام 1936)، تأسست خلال النصف الأول من القرن العشرين. أنشئت معظم المعاهد البحثية الجديدة ضمن الجامعة المستقلة كما دمج اثنا عشر معهدًا فيها بين عامي 1929-1973. في عام 1959، تم إنشاء الأكاديمية المكسيكية للعلوم لتنسيق الجهود العلمية بين الأكاديميين.
أصبح نيري رودولفو فيلا عام 1985 أول مواطن مكسيكي يدخل الفضاء كجزء من مهمة STS - 61 - B التابعة لناسا. وفي عام 1995 تقاسم الكيميائي المكسيكي ماريو مولينا جائزة نوبل في الكيمياء مع بول كروتزن وشيروود رولاند لعملهم في كيمياء الغلاف الجوي، ولا سيما فيما يتعلق بتشكيل وتحلل طبقة الأوزون. أصبح ماريو مولينا المتخرج من الجامعة الوطنية المستقلة أول مكسيكي يحصل على جائزة نوبل في مجال العلوم.

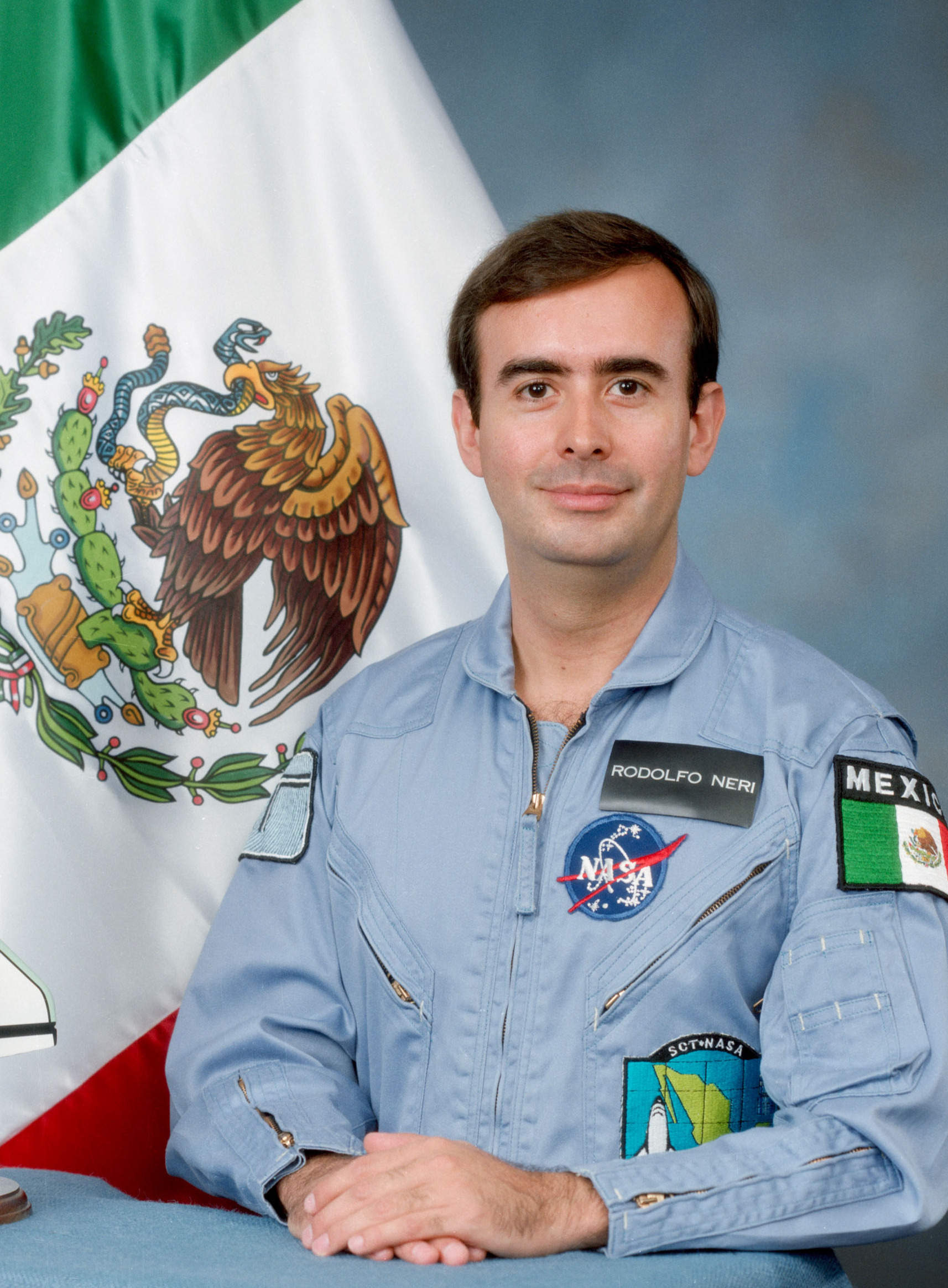
رودولفو نيري فيلا، أول مكسيكي يصعد للفضاء.

بدأ في السنوات الأخيرة تطوير أكبر مشروع علمي في المكسيك هو بناء تلسكوب ملليمتري كبير وهو أكبرها في العالم وأكثر التلسكوبات وحيدة النطاق حساسية في نطاق تردداتها. صمم لمراقبة مناطق الفضاء التي يحجبها الغبار النجمي.
هناك نسبة كبيرة من الأجهزة ذات العلامات التجارية الأميركية والتي هي في الواقع من تصميم وأصل مكسيكي ولكنها تباع تحت أسماء تجارية محلية. في الواقع اعتباراً من عام 2008 هناك واحد من أصل كل أربعة أجهزة استهلاكية تباع في الولايات المتحدة من أصل مكسيكي. وفقاً للبنك الدولي، شكل إنتاج التكنولوجيا العالية 22% من الناتج المحلي الإجمالي للمكسيك في عام 2000 كما ينمو قطاع التكنولوجيا العالية بنحو 63% سنوياً. تنتج المكسيك منذ التسعينات سيارات متطورة للشركات الأجنبية (أساساً بي إم دبليو ومرسيدس بنز) وللشركات المحلية مثل ماستريتا.

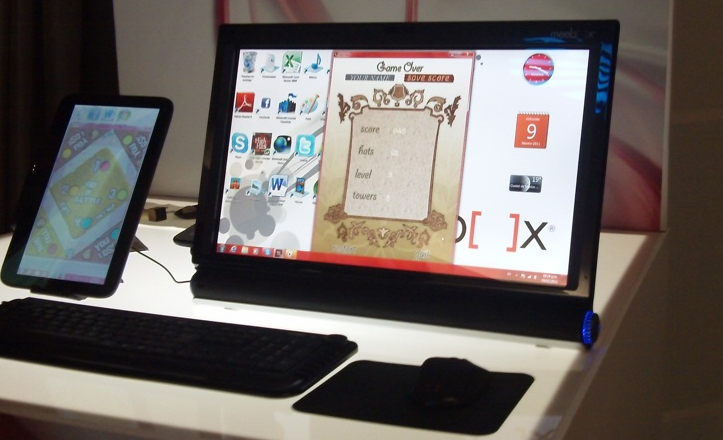
حاسوب محمول وشاشة عالية الأداء تعمل باللمس في جهاز كمبيوتري واحد من إنتاج شركة ميبوكس المكسيكية للإلكترونيات.

وفقًا لدراسة أجرتها مؤسسة كارنيغي فإن المكسيك من بين البلدان النامية الجاهزة جيداً لزيادة سرعة اعتماد التقنيات الأجنبية، إلى حد كبير بسبب المستويات العالية نسبيًا من التحصيل العلمي والبنية التحتية الداعمة.
استنادًا إلى المعلومات التي تديرها سكوبوس والتي هي قاعدة بيانات ببليوغرافية للعلوم، فإن البوابة الإسبانية الإلكترونية على شبكة الإنترنت سيماغو تصنف المكسيك في المركز 18 من حيث التصنيف العلمي مع 82,792 من المنشورات العلمية، وفي المركز 34 في حال المقارنة مع مركزها 134 في مشعر اتش. كل من المنصبين كانا في الشهر الثاني من عام 1996.
نمت صناعة الإلكترونيات في المكسيك بشكل كبير خلال العقد الماضي. في عام 2007 تفوقت المكسيك على كوريا الجنوبية ثاني أكبر مصنع لأجهزة التلفزيون، وفي عام 2008 تفوقت على الصين وكوريا الجنوبية وتايوان لتصبح أكبر منتج للهواتف الذكية في العالم. هناك ما يقرب من نصف مليون (451,000) طالب وطالبة مسجلين في برامج هندسة الإلكترونيات  مع 90,000 طالب إضافي يتخرج من هندسة الإلكترونيات والبرامج الفنية كل عام كما تمتلك المكسيك أكثر من نصف مليون (580,000) من الأخصائيين العاملين وحاملي شهادة في تكنولوجيا المعلومات في عام 2007. في عام 2005، وفقًا للبنك الدولي، تمثل صناعة التكنولوجيا العالية 19.6% من اقتصاد المكسيك. المكسيك هي أيضاً موطن لعدد كبير من مصنعي الإلكترونيات ذات التصميم الأصلي ومصنعي المعدات الأصلية والشركات التي تصنع وتصمم المنتجات نيابة عن شركة أخرى، على سبيل المثال لانيكس، أكبر شركات المكسيك الإلكترونية تصنع البلاي ستيشن 3 لشركة سوني.

## الأدب

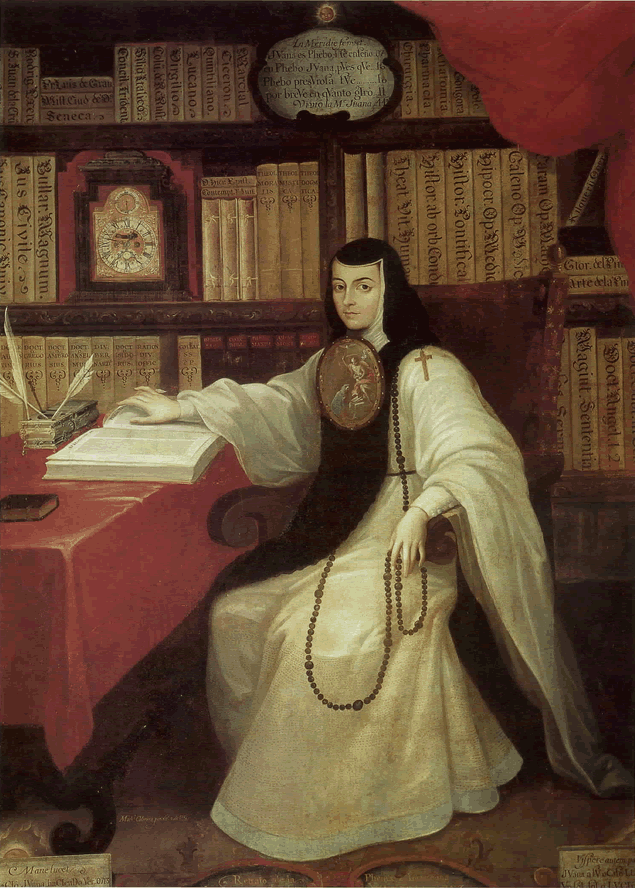
لوحة من القرن الثامن عشر لخوانا إينيس دي لا كروز.

يظهر سلف الأدب المكسيكي في آداب المستعمرات الأصلية في أمريكا الوسطى. أكثر الشعراء قبل الحقبة الإسبانية شهرة هو نيزاهوالكويوتل. تأثر الأدب المكسيكي المعاصر بمفاهيم الاستعمار الإسباني لأمريكا الوسطى. من بين الكتاب والشعراء من العهد الاستعماري خوان رويز دي ألاركون وخوانا إينيس دي لا كروث.
في ضوء اختلاف عرقيات الشعب المكسيكي، عرف خوسيه فاسكونسيلوس في صحيفته لا رازا كوسميكا (العرق الكوني) (1925) المكسيك بأنها بوتقة تنصهر فيها جميع الأعراق بيولوجياً وثقافياً.
من بين الكتاب الآخرين ألفونسو رييس وخوسيه خواكين فيرناندز دي ليزاردي وأجناسيو مانويل التاميرانو وكارلوس فوينتيس وأكتافيو باث (الحائز على جائزة نوبل) وريناتو ليدوك وكارلوس مونسيفايس وإيلينا بونياتوسكا وماريانو أزويلا («لوس دي أباخو») وخوان رولفو («بيدرو بارامو»). ألف برونو ترافن «سلة من القصص المكسيكية» و«كنز سييرا مادري».

## الفنون

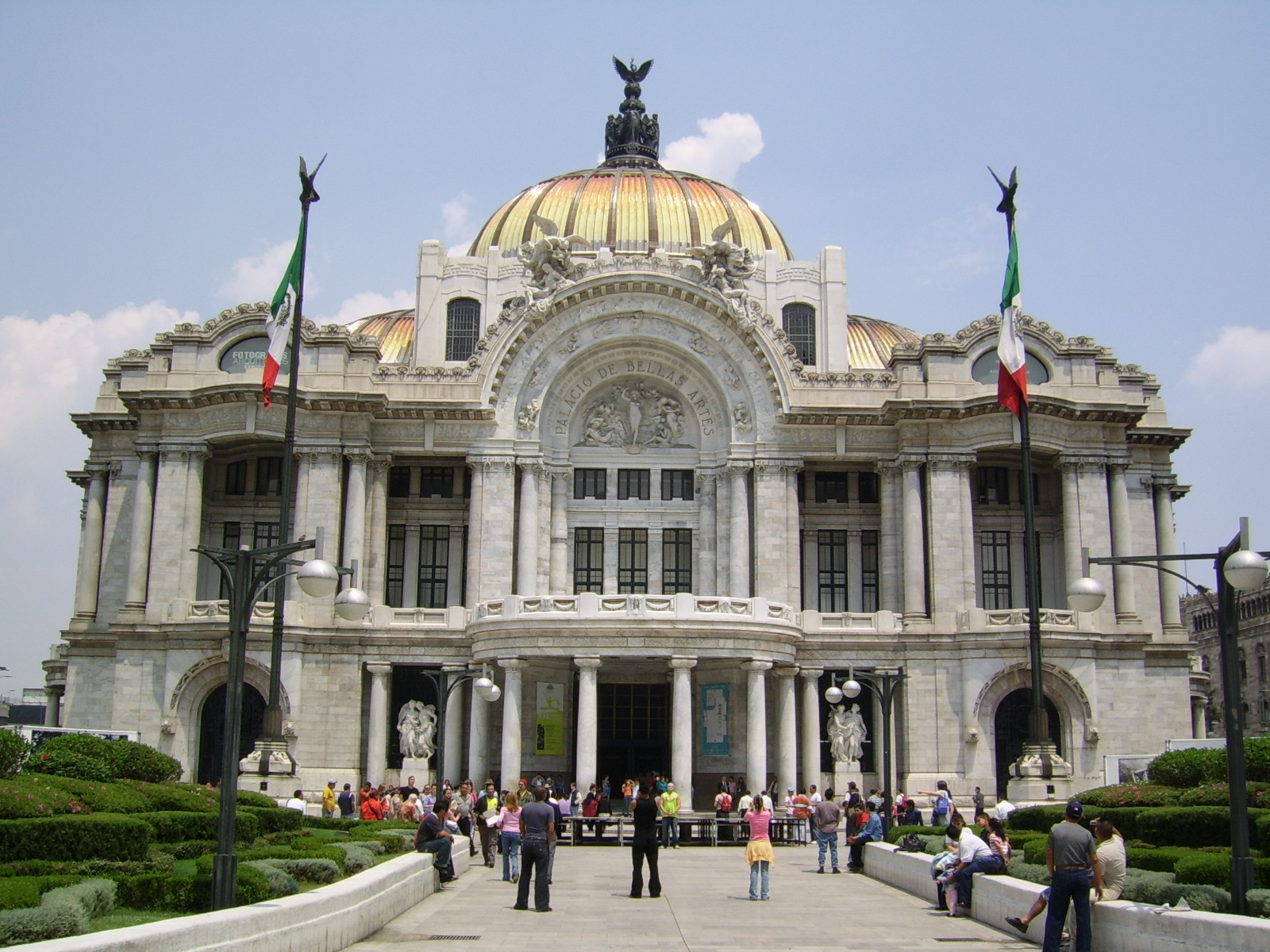
قصر الفنون الجميلة في مكسيكو سيتي

برزت معالم الفن المكسيكي ما بعد الثورة في أعمال فنانين مشهورين مثل فريدا كالو ودييغو ريفيرا وخوسيه كليمنتي أوروزكو وروفينو تامايو وفيديريكو كانتو غارزا وديفيد الفارو سيكيروس وخوان أغورمان. رسم دييغو ريفيرا أكثر الرسامين الجداريين المكسيكيين شهرة «رجل عند مفترق طرق» الموجودة في مركز روكفلر في مدينة نيويورك وهي لوحة جدارية ضخمة والتي دمرت في العام التالي نظرًا لإدراج صورة للزعيم الشيوعي الروسي لينين. تعرض بعض الرسوم الجدارية لريفيرا في القصر الوطني المكسيكي وقصر الفنون الجميلة.
تشتهر العمارة في أمريكا الوسطى غالبًا بأهراماتها والتي تعد الأكبر خارج مصر القديمة. تتميز العمارة الاستعمارية الإسبانية بالتباين بين البناء البسيط الصلب الذي تحتاجه البيئة الجديدة والزخرفة الباروكية القادمة من إسبانيا. تمتلك المكسيك بوصفها مركز إسبانيا الجديدة بعض المباني الأكثر شهرة والتي بنيت بهذا الأسلوب.

## السينما والإعلام

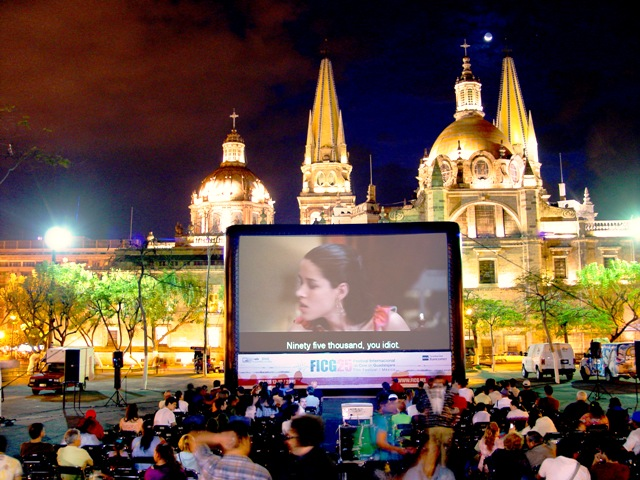
مهرجان غوادالاخارا السينمائي الدولي.

عاشت الأفلام المكسيكية عصرها الذهبي في أربعينيات وخمسينيات القرن الماضي وتشمل أهم الأفلام في سينما أمريكا اللاتينية مع صناعة ضخمة مماثلة لهوليوود في تلك السنوات. تصدر الأفلام المكسيكية وتعرض في كل من أمريكا اللاتينية وأوروبا. كان فيلم ماريا كانديلاريا (1944) من إخراج إيميليو فرنانديز أحد أول الأفلام التي منحت السعفة الذهبية في مهرجان كان السينمائي لعام 1946، وهي المرة الأولى التي يعقد فيها بعد الحرب العالمية الثانية. بينما أخرج لويس بونويل الشهير الإسباني المولد في المكسيك بين عامي 1947-1965 بعضًا من أعماله الرئيسية مثل لوس أولفيدادوس (1949) وفيريديانا (1961) وإل أنجل إكسترمينادور (1963). من مشاهير الفنانين والفنانات من هذه الفترة ماريا فيليكس وبيدرو إنفانتي ودولوريس دل ريو وخورخي نيغريتي والكوميدي كانتينفلاس.
برز في الآونة الأخيرة أفلام مثل كومو أغوا بارا شوكولاته (1992) وكرونوس (1993) وأموريس بيرو (2000) وإي تو ماما تمبين (2001) وإل كريمن ديل بادري أمارو (جريمة الأب أمارو) (2002) ومتاهة بان (2006) وبابل (2006) ونجحت في خلق قصص عالمية حول موضوعات معاصرة ونالت شهرة دولية كما هو الحال في مهرجان كان السينمائي المرموق. من المخرجين المكسيكيين أليخاندرو غونزالس إناريتو (أموريس بيرو وبابل) وألفونسو كوارون (أطفال الرجال وهاري بوتر وسجين أزكابان) وغييرمو ديل تورو وكارلوس كاريرا (جريمة الأب أمارو) وكاتب السيناريو غييرمو أرياغا.
هناك شبكتان اثنتان من كبريات شبكات التلفزة ومقراهما في المكسيك هما تيليفزا وأزتيكا تي في. تيليفيزا هي أيضًا أكبر منتج للمحتوى الإعلامي باللغة الإسبانية في العالم وأيضًا أكبر شركة إعلامية ناطقة باللغة الإسبانية في العالم. جروبو مولتيمادوس هي تكتل وسائل إعلامية ناطقة بالإسبانية تبث في المكسيك وإسبانيا والولايات المتحدة. تترجم المسلسلات إلى لغات عديدة وتشاهد في جميع أنحاء العالم ومنها فيرونيكا كاسترو ولوسيا منديز ولوسيرو وتاليا.

## الموسيقى

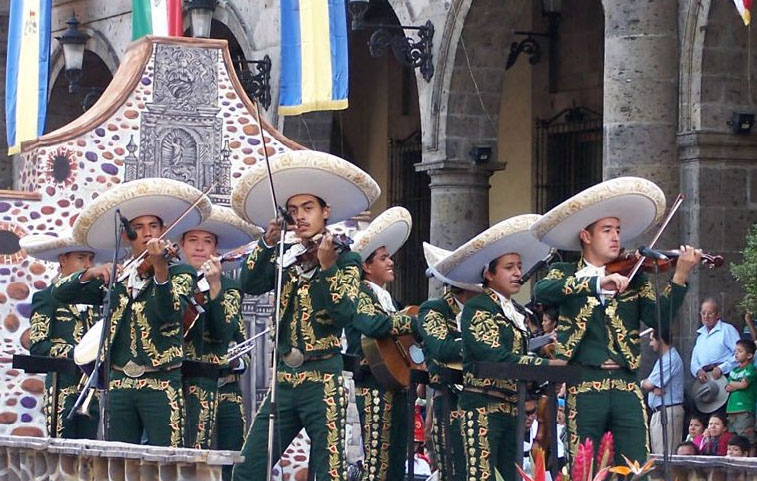
فرقة مارياتشي في غوادالاخارا.

يستمتع المجتمع المكسيكي بمجموعة واسعة من أنواع الموسيقى والتي تبين تنوع الثقافة المكسيكية. تشمل الموسيقى التقليدية المارياتشي والباندا والنورتينيو والرانشيرا والكوريدوس. يستمع المكسيكيون يوميًا إلى الموسيقى المعاصرة مثل البوب والروك وغيرها باللغتين الإنكليزية والإسبانية. تمتلك المكسيك أكبر صناعة إعلام في أمريكا اللاتينية منتجة فنانين شهيرين في أمريكا الوسطى والجنوبية وأجزاء من أوروبا وإسبانيا على وجه الخصوص. بعض المغنين المعروفين من المكسيك تاليا ولويس ميغيل وأليخاندرو فرنانديز وخوليتا فينيغاس وباولينا روبيو. أما من المطربين المكسيكيين التقليديين: ليلى داونز وسوزانا هارب وخارامار وجيو مينيسيس وأليخاندرا روبلز. أما الفرق الشعبية فمنها كافيه تاكوبا ومولوتوف ومانا من بين آخرين. منذ أوائل القرن الحالي والروك المكسيكي يشهد نموًا واسع النطاق على حد سواء داخليًا ودوليًا.
وفقًا لسيستيما ناسيونال دي فومنتو ميوزيكال، هناك ما بين 120-140 من فرق الأوركسترا الشبابية التابعة لهذه الوكالة الاتحادية من جميع الولايات الاتحادية. تقوم بعض الولايات - عن طريق وكالات من الولايات مسؤولة عن الثقافة والفنون مثل وزارة أو أمانة أو معهد أو مجلس للثقافة وفي بعض الحالات وزير التربية أو جامعة الولاية - برعاية أنشطة الأوركسترا السمفونية أو الأوركسترا الفلهارمونية حتى يتسنى لجميع المواطنين الوصول إلى هذا التعبير الفني الموسيقي الكلاسيكي. تعتبر مكسيكو سيتي المحور الأكبر لهذا النشاط المكثف حيث تستضيف 12 فرقة أوركسترا محترفة ترعاها وكالات مختلفة مثل المعهد الوطني للفنون الجميلة ووزارة الثقافة لمنطقة العاصمة الاتحادية والجامعة الوطنية والمعهد الوطني للبوليتكنيك وديليغاسيون بوليتيكا وعدد قليل جدًا من المبادرات الخاصة.

## المطبخ

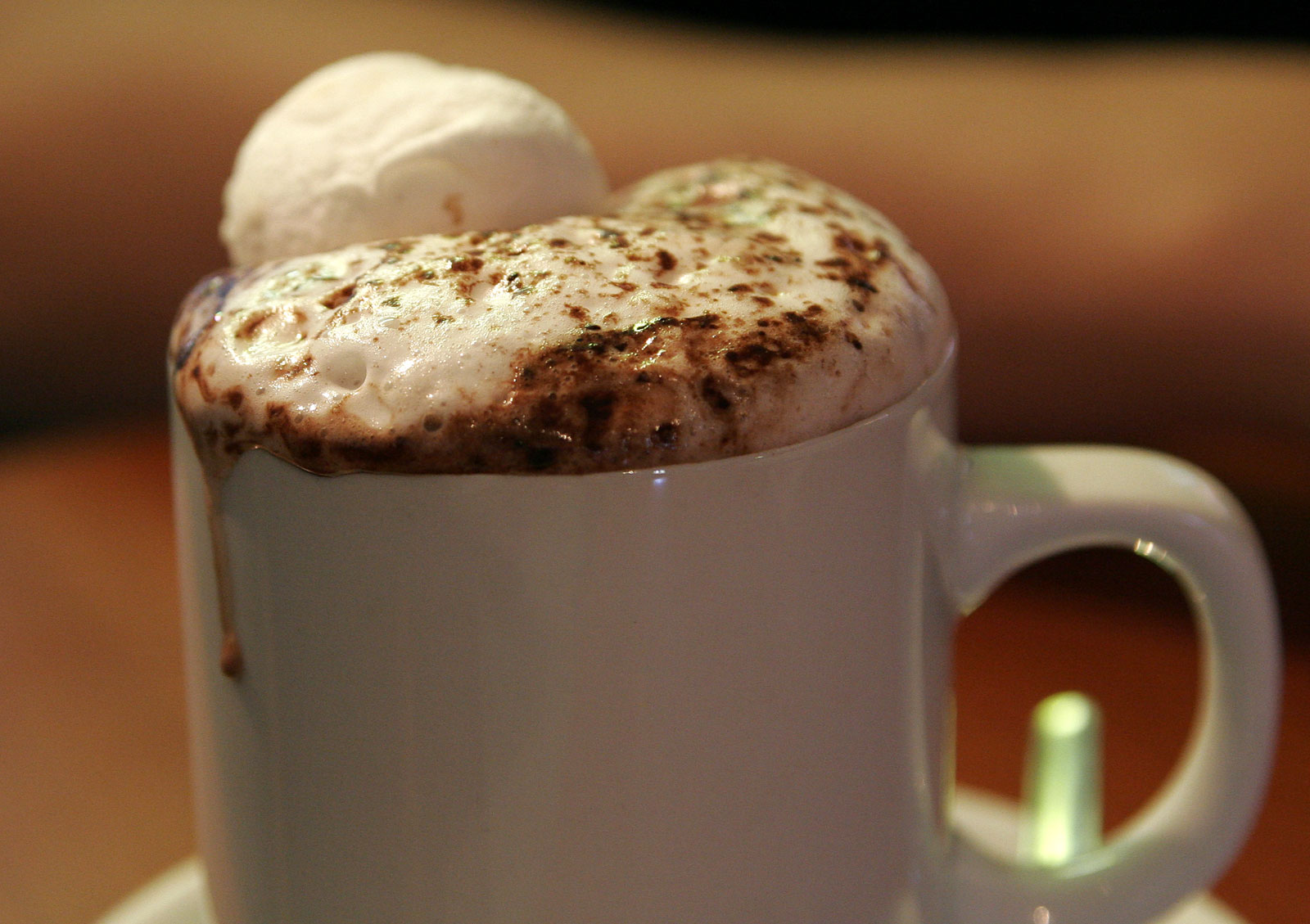
"الشوكولاتة" تعود في أصلها للمطبخ الأزتيكي ومشتقة من الناهواتل خوكولاتل.

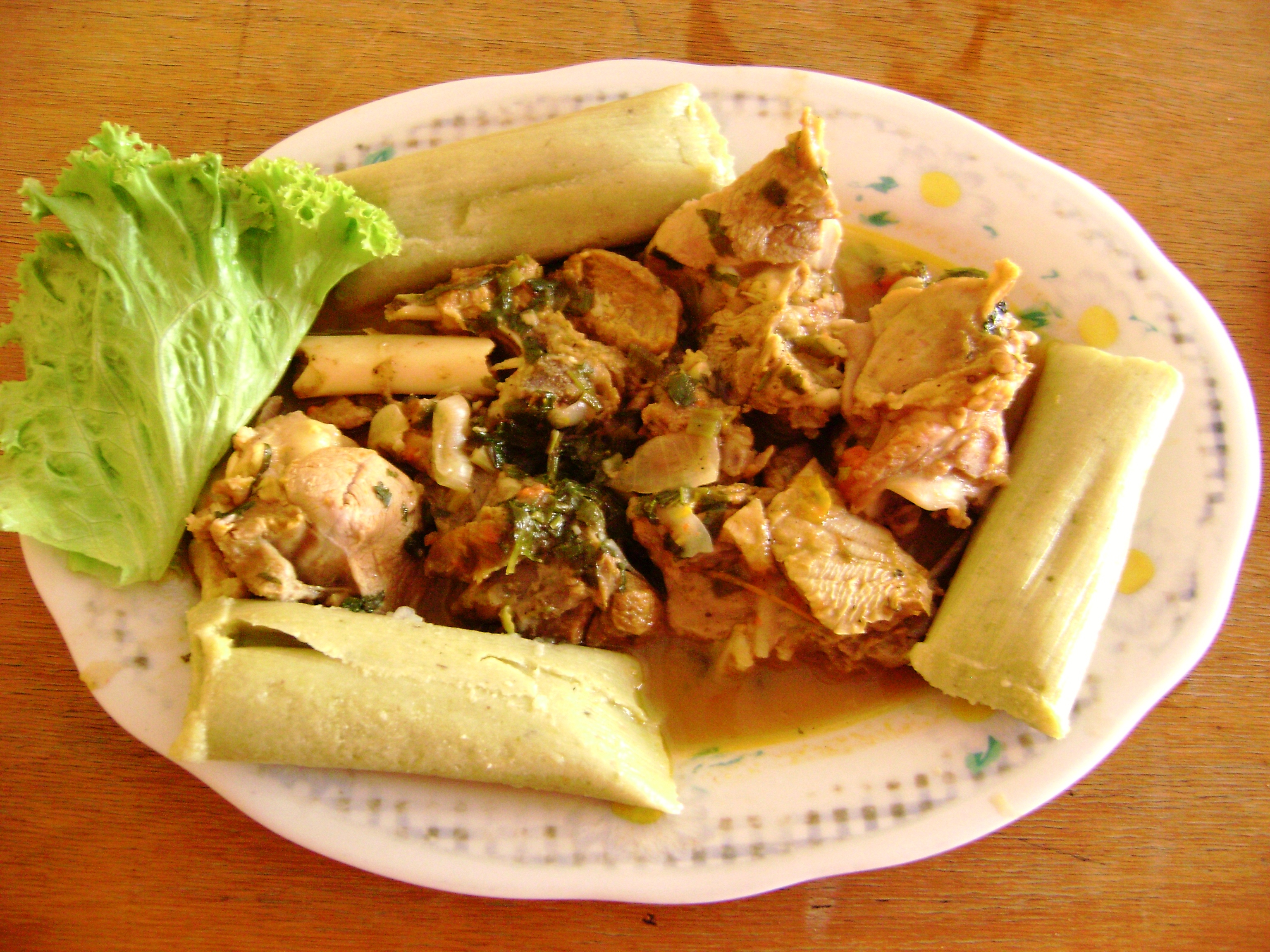
كابريتو كون تاماليس.

يشتهر المطبخ المكسيكي بنكهات مكثفة ومتنوعة وزخرفة ملونة وبتنوع توابله. يستند المطبخ المكسيكي الحالي على التقاليد ما قبل الكولومبية بما فيها تلك التي تعود إلى الأزتيك والمايا بالإضافة إلى ما قدمه المستعمرون الإسبان.
دمج الغزاة في نهاية المطاف وجباتهم المستوردة من الأرز ولحم البقر والخنزير والدجاج والثوم والبصل والنبيذ مع المطبخ ما قبل وصول كولومبس بما في ذلك الذرة والطماطم والفانيليا والأفوكادو والجوافة والبابايا والأناناس والفلفل الحار والفاصوليا والكوسا والبطاطا الحلوة والفول السوداني والديك الرومي.
يختلف الطعام المكسيكي حسب المنطقة بسبب المناخ المحلي والجغرافيا والاختلافات العرقية بين السكان الأصليين وبسبب تأثر هؤلاء السكان بالإسبان بدرجات متفاوتة. يعرف شمال المكسيك بمنتجات البقر والماعز والنعام وأطباق اللحوم ولا سيما أراكيرا.
أما المطبخ في وسط المكسيك فيتكون عمومًا من تأثيرات من مختلف أنحاء البلاد ولكنه يتمتع ببعض الأصالة مثل البارباكوا والبازولي والمينودو والتاماليس والكارنيتاس.
أما المطبخ في جنوب شرق المكسيك فيشتهر بالخضار والتوابل وأطباق الدجاج. كما يتمتع بتأثيرات قادمة من البحر الكاريبي نظرًا لموقعها الجغرافي. تشيع العجول في يوكاتان. أما المطبخ البحري فيشيع في الولايات المطلة على المحيط الهادي أو في خليج المكسيك، وهذه الأخيرة لها سمعة مشهورة في أطباق السمك وبشكل خاص مثل فيراكروزانا.
في العصور الحديثة، أصبحت مأكولات أخرى من العالم تحظى بشعبية كبيرة في المكسيك وبالتالي انصهرت في المطبخ المكسيكي. مثلًا يرصد غالبًا السوشي في المكسيك مع مجموعة متنوعة من الصلصات مثل المانجو أو التمر الهندي وغالبًا جدًا مع صلصة صويا سيرانو الحارة أو تستكمل مع الخل وفلفل الهابانيرو وتشيبوتل.
أكثر الأطباق المكسيكية شهرة عالمياً الشوكولاتة والتاكو والكيسادياس والإنتشلادا والبوريتو والتاماليس والمولي وغيرها. تشمل الأطباق الإقليمية مولي بوبلانو وتشيلس إن نوغادا وتشالوباس من بويبلا؛ كابريتو وماتشاكا من مونتيري وكوتشينيتا بيبيل من يوكاتان، وتاليوداس من أواكساكا، وكذلك بارباكوا وتشيلاكيليس وميلانيساس وغيرها الكثير.

## وصلات خارجية
- المكسيك: تاريخ وثقافة (بالإنجليزية)